# PSR J1719-1438
PSR J1719-1438 ist ein Millisekundenpulsar mit einer Spin-Zeit von 5,7 ms und liegt etwa 4000 Lichtjahre von der Erde entfernt in Richtung der Schlange. Millisekundenpulsare sind zu Beginn normale Pulsare, welche durch Aufnahme von Materie von einem Begleitstern sich zu einem Millisekundenpulsar entwickeln. Der Planet wurde mit dem 64-Meter-Parkes-Radioteleskop in Australien entdeckt.

## Diamantplanet
Hauptartikel: PSR J1719-1438 b
Um PSR J1719-1438 kreist ein sogenannter Diamantenplanet. Die Forscher bemerkten in dem Signal von PSR J1719-1438 kleine Störungen, welche durch die Gravitation eines massenarmen Begleiters verursacht wird. Dieser Begleiter hat einen Durchmesser von 60.000 km und umkreist PSR J1719-1438 in nur 2 Stunden und 10 Minuten in einem Abstand von 600.000 Kilometern. Durch diese Nähe zu dem Pulsar müsste der Begleiter eigentlich zerrissen werden, jedoch ist seine Dichte so hoch, dass dieser intakt bleibt.
„Die Dichte des Planeten ist mindestens so hoch wie die von Platin und verrät uns viel über seinen Ursprung“, sagt der Leiter des Teams, Matthew Bailes von der Swinburne University of Technology in Australien.
Es wird angenommen, dass der Begleiter der Kern eines "Weißen Zwergs" ist, der 99,9 % seiner Masse an den Pulsar (Neutronenstern) abgegeben hat. Der übrig gebliebene Rest des Begleiters besteht überwiegend aus Kohlenstoff und Sauerstoff in kristalliner Form.